# Клайпедський край

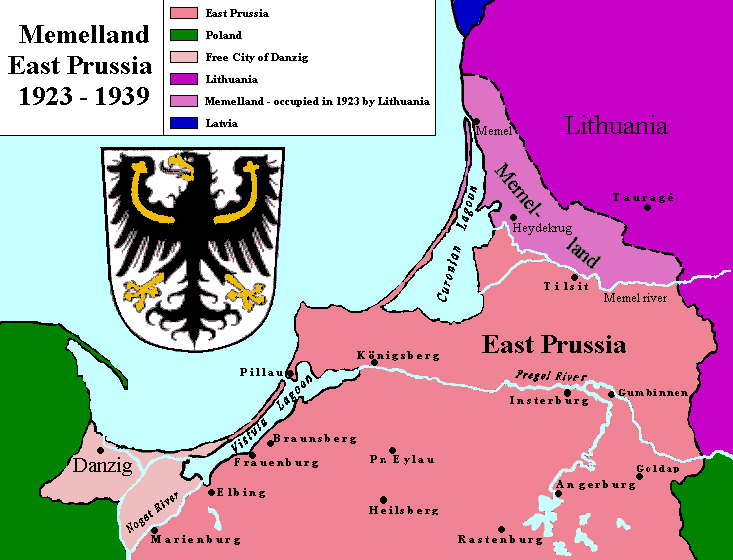
Історична мапа Мемеллянду і північної частини Східної Пруссії

Історичний прапор Мемеллянду у 1919—1924 і фактично до 1939

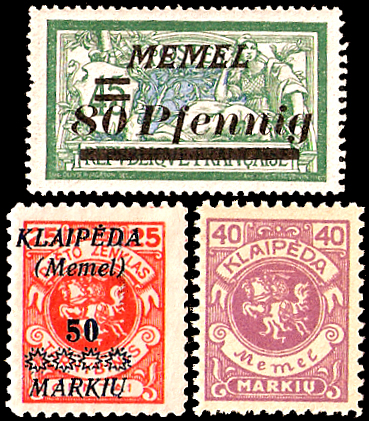
Поштові марки Клайпедського краю

Клайпедський край (лит. Klaipėdos kraštas) або земля (область) Мемель (нім. Memelland або нім. Memelgebiet; фр. Territoire de Memel) був створений згідно з Версальським договором у 1920. Був підпорядкований адміністрації Ради послів Антанти. Територія Мемелю разом із Сааром і Данцигом була під контролем Ліги Націй. Мешканцям цих регіонів належало вирішити на плебісциті, залишитися в складі Німеччині чи ні.
Тутешні куршські землі в гирлі р. Німан у 1252 завоював Тевтонський орден, який збудував тут замок Мемельбург і місто Мемель (зараз Klaipėda; Мемель — німецька назва річки Німан). У 1422 було узгоджено кордон між Пруссією та Литвою за Мельненським договором, і цей кордон існував аж до 1918.
Мемелляндери та пруські литовці взяли участь у «Клайпедському повстанні» 1923. Край було анексовано Нацистською Німеччиною у 1939, а 1945 року СРСР передав його Литовській РСР. Кордон, проведений за Версальським договором, залишається кордоном між Литвою та Калінінградською областю Росії.

## Хронологія
| Час із зазначенням, хто володів краєм |                                                   |
| до 1252                               | куршські племена                                  |
| 1252–1525                             | Лівонський та Тевтонський ордени                  |
| 1525–1657                             | Прусське герцогство                               |
| 1657–1701                             | Прусське герцогство, частина Бранденбург-Пруссія  |
| 1701–1871                             | Прусське королівство                              |
| 1871–1918                             | Прусське королівство, провінція Німецької імперії |
| 1918–1920                             | Німеччина («Веймарська Республіка»)               |
| 1920–1923                             | Рада Послів Антанти                               |
| 1923–1939                             | Литовська Республіка                              |
| 1939–1945                             | Німецька імперія («Третій» Рейх")                 |
| 1945-1990                             | Литовська РСР                                     |
| з 1991                                | Литовська Республіка                              |

## Версальський договір
Східні межі Пруссії (з 1871, частина Німецької імперії), залишались незмінним починаючи з 1422, і стали одним з приводів Першої світової війни. За сепаратистським Тільзітським Актом про-литовські налаштована меншість прусських литовців в 1918, зажадали об'єднання Прусської Литви з Литовською землею. Саме цій акт литовці традиційно розглядають, як бажання Малої Литви об'єднатися з Литвою. Більшість прусських литовців не бажало об'єднання з Литвою.
Розділення Пруссії також відстоював поляк Роман Дмовський при підписанні Версальському договору Пілсудський Юзеф зробив заяву: Потрібно передати Польщі нижню частину Німану і його дельту, яка була розташована в Німеччині і передати річку Німан Литві, оскільки це забезпечило б її доступ до Курської затоки, але Литва повинна була лишитися частиною Польщі. Ці ідеї підтримував французький прем'єр-міністр Клемансо Жорж.
У 1920, згідно з Версальським договором, німецька область на північ від Німану отримала назву «Клайпедський край під владою Ради Послів», і французькі солдати були повинні забезпечувати спокій. Протягом періоду французької адміністрації, ідея незалежної Держави Мемеллянд росла в популярності серед місцевих мешканців. Організація «Deutsch-Litauischer Heimatbund» (Німецький-литовська федерація батьківщини) просував ідею Freistaat Memelland, згідно з якою край пізніше повинен повернутися назад до Німеччини. Вона мала 30,000 членів, складалась з етнічних німців і/або литовців, що становило близько 21 % із загальної чисельності населення.

## Грошова одиниця

### Хайдекрузька марка
Статус східно-Прусського міста Хайдекруг (лит. Heydekrug), згідно Версальської угоди, був так само не визначеним, як і статус Мемельського краю в цілому. В 1920 році на типографії «Otto Sekkuna & Sohn», за рішенням Мемельського та Хайдекрузького товариств, були виготовлені банкноти номіналами в 25 та 50 пфенігів. 28 травня 1921 року був відрукований тимчасовий випуск банкнот з портретом Германа Зудерманна, німецького новеліста та драматурга, що народився в Хайдекрузі. Відомі номінали: 25, 50, 75 пфенігів та 1 марка. У 1923 Мемельський край став частиною Литовської Республіки, разом з містом Хайдекруг, яке було одразу перейменованим на Шилутє (лит. Šilutė).

### Мемельська марка

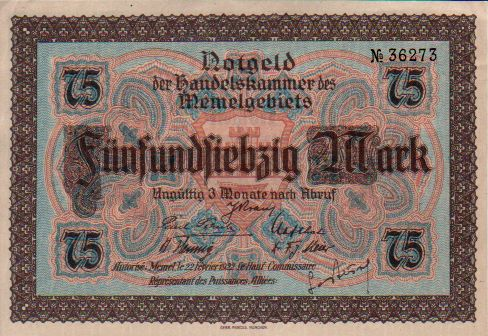
Мемельланд. 75 марок, 1922

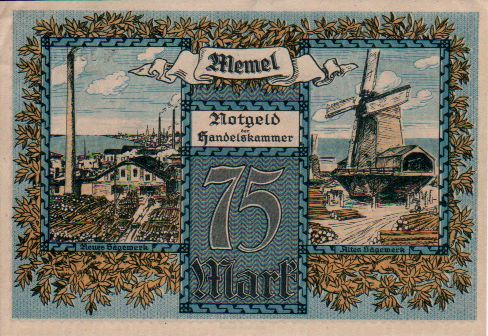
Мемельланд. 75 марок, 1922. Зворотня сторона

У 1922 році з дозволу французької адміністрації Мемельського краю (Рада послів Антанти) в обігу з'явилися нотгельди Мемельського краю. У 1923 році, після Клайпедського повстання, територія краю була анексована Литвою. В період 1922—1923 рр. друкувалися бони номінальною вартістю в ½, 1, 2, 5, 10, 20, 50, 75, 100 марок. З лютого 1923 року мемельську марку замінив литовський лит.

## Клайпедське повстання
19 січня 1923, через три роки після підписання Версальського договору Литва захопила край, ця подія відома як Клайпедське повстання, за допомогою міліції, яка вторглася з Литви. Французька адміністрація не вжила ніяких істотних протидіючих заходів проти бунтівників, тому що напруга між Німеччиною і Францією були високі у той час протягом Рурської кризи. Мешканці Клайпедського краю хотіли мати статус, подібний до Данцигу, щоб не приєднуватися до Литви. Згодом, територія була анексована Литвою, що зрештою підтвердила Рада Послів у 1924 році. Це було розцінено як приниження для Веймарської республіки; з іншого боку, веймарські політики розглядали повстання як менше зло порівняно з переходом краю під контроль Польщі, яку вважали за небезпечного конкурента, тому вони переконали німецьке населення краю не чинити спротив у сподіванні скористатися ситуацією пізніше.

## Автономний край у складі Литви
У Мемельській угоді, підписаній між Радою Послів і Литвою, області був наданий окремий парламент, дві державні мови, право на власні податки, зміненні митні обов'язки, самоуправління його культурними і релігійними справами, окрема судова система, окреме громадянство, внутрішній контроль сільського господарства і лісоводства, також як і окрема системи соціального страхування. Рада Послів прийняла результуючу угоду і підтвердила автономію регіону в межах Республіки Литви. 8 травня 1924 подальшій Угоді про Клайпедський край підтвердив анексію, і результуюча угода автономії підписана у Парижі. Територія Мемелю була визнана частиною Литви також Веймарською республікою. 29 січня 1928 дві країни підписали Договір про німецько-литовський кордон.
Анексія надала Литві контроль над незамерзаючим балтійським портом. Литва модернізувала і пристосовувала його, в значній мірі для його сільськогосподарського експорту. Портова реконструкція була одним з найтриваліших інвестиційних проектів, зробленим урядом Литви в періоді між війнами.
Мешканці області не отримали вибору, чи вони хотіли бути частиною Литовської держави або частиною Німеччини. З тих пір, як пронімецькі політичні партії мали повну більшість більш ніж 80 % у місцевому парламенті в періоді між війнами, не може бути сумніву, що референдум був би на користь Німеччини. Фактично, область була сполучена з Німеччиною з 13 сторіччя, і навіть багато литовців вказали себе, як «мемеляндери/клайпедці» у офіційному переписі і не хотіли належати до Литовської національної держави. Згідно з литовською точкою зору, мемелляндери розглядалися як германізовані литовці і повинні бути литовізовані.
Була також сильна різниця у вірі: близько 95 % з мешканців Малої Литви були лютеранами, тоді як більш ніж 90 % мешканців Великої Литви були католиками. І тому уряд Литви стикався із значною опозицією від автономних установ регіону. Оскільки роки пройшли, заяви стають ще і ще вокальними про повторну інтеграцію в Німеччині, що відродилася. Литовизація зустріла навіть більшу протидію, оскільки релігійні і регіональні відмінності поволі стали непереборними.
Статус Клайпедського краю регулювався міжнародними договорами, Клайпедський край був оазою демократії в Литві. Представники Литовської інтелігенції часто брали шлюб в Мемелю, тому що в Литві давали церковний шлюб, а в Мемелю давали цивільний.
На початку 1930-х деяких лідерів пронацистських організацій у регіоні Литва піддала суду. У 1934—1935 роках пройшли слухання справ Ноймана і Засса в Каунасі, що може бути представлено як перші анти-нацистські суди в Європі. Унаслідок пізнішого політичного і економічного тиску з Німеччини, більшість цих лідерів були відпущені на волю.

## Приєднання до Третього Рейху
Наприкінці 1938, Литва втратила контроль над ситуацією в краї. 23 березня 1939, після того, як німецький ультиматум змусив литовську делегацію прибути в Берлін, міністр закордонних справ Литви Юозас Урбшис і його німецький колега Йоахим фон Ріббентроп підписали договір про відступлення Клайпедського краю Німеччині на термін 99 років, з використанням Литвою засобів, зведених за попередні роки.
Захоплення Мемелю, продовжило серію безкровних анексій територій, відокремлених від Німецької або Австрійської Імперії за Версальським договором, який німці сприймали як приниження. Союзники і сусідні країни не надали ніяких поступок демократичним Німецьким урядам, за часи Веймарської республіки; але коли консерватор Гітлер узяв владу, ці країни зробили кроки до врегулювання відносин з Нацистською Німеччиною.
Німці захопили територію ще до офіційної ратифікації договору Литвою. Сполучене Королівство і Франція, як після повстання 1923, активно не захистили автономію краю. Сейм був вимушений схвалити договір, сподіваючись, що Німеччина більше не висуватиме будь-які інші територіальні вимоги до Литви.
Возз'єднання з Німеччиною вітала більшість населення — як німці, так і мемелляндери.
Згідно з договором, громадянам Клайпедського краю дозволялось вибрати громадянство: німецьке або литовське. 303 людини (враховуючи членів сім'ї, 585) попросили литовське громадянство. Також наголошувалось, що особи, що переїхали до Клайпедського краю у 1923—1939, повинні репатріюватися (близько 8 900 литовців). У той же час, нацисти вигнали близько 1,300 (місцевих мемельських і литовських) євреїв і тільки близько 40 прусських литовців.
Передача Клайпедського краю з Литви до Німеччини у 1939 була підтверджена Литвою безпосередньо, Об'єднаним Королівством, Францію і іншими країнами, окрім США.

## Воєнний і повоєнний період
Коли область була повернена Німеччині в 1939, багато литовців почали залишати Мемель і навколишню область. Мемель був швидко перетворений на укріплену військово-морську базу німцями. Після невдачі німецького вторгнення у СРСР (Операція Барбаросса), доля Східної Пруссії і Мемелю була передбачувана. У жовтні 1944 мешканцям області, без етнічної відмінності, довелося приймати рішення або залишитися або від'їжджати. Майже все населення лишило край при наближенні Червоної Армії, місто було захоплено 28 січня, 1945. Після його захоплення тільки шість осіб було знайдено в місті.
В кінці війни, більшість мешканців втекли до Заходу, щоб залишитись у Німеччині. Ще в 1945-46 їх було близько 35,000 осіб місцевих мешканців, як прусських литовців, так і німців. Уряд Литовської РСР прислав агітаторів до табору переміщенних осіб, з обіцянками колишнім мешканцям, якщо вони повернуться, їх власність буде повернена, але ж таки обіцянки ніколи не виконувалися. В період 1945-50 близько 8,000 осіб було репатрійовано. Двомовні німецькі литовці розглядалися як німці.
Невелика кількість етнічних німців були потім насильницько висланні до ФРН. Корінні мешканці, які залишилися в колишній Клайпедського краю, були звільненні з їх робочих місць. Сімейства відомих місцевих литовців, хто опонував німецьким партіям перед війною, були вислані у Сибір. У 1951 Литовській РСР вислала 3,500 осіб з колишнього Клайпедського краю до Східної Німеччини. У 1958, коли еміграція була дозволена, більшість населення, що вижило, як німці, так і прусські литовці, емігрують до Західної Німеччини; ця подія була названа репатріацією німців Литовською РСР. Сьогодні ці колись лютеранські території здебільшого населені католиками литовцями, так і православними росіянами. Проте протестантська меншина прусських литовців історично були сконцентровані в цьому краю, і залишилась до цього дня.
Зважаючи на те що Клайпедський край в 1939 було анексовано Німеччиною, і Литва безпосередньо була зайнята в 1940 СРСР, Литва після відновлення незалежності 11 березня, 1990 ні відновила автономію Клайпедського краю.
Колишня територія Клайпедського краю продовжує бути життєво важливим для Литви, є важливою гаванню, також як і промисловим і сільськогосподарським краєм.